# Lasiurus salinae
Lasiurus salinae és una espècie de ratpenat de la família dels vespertiliònids. Viu al sud-est del Brasil, l'Uruguai, l'Argentina i, probablement, el Paraguai.